# 小池光一
小池 光一（こいけ こういち、1947年（昭和22年）11月30日 - ）は、日本の銀行家。日本銀行文書局長や理事、宮崎銀行代表取締役会長を務める。趣味はデッサン。

## 略歴
- 東京都出身
- 1970年4月 - 東京大学経済学部卒業後、日本銀行入行。

- 1974年7月 - 米国ペンシルヴァニア大学ウォートン大学院留学
- 1976年6月 - 同大学院卒業(経営学修士、MBA取得)

- - 以降、鹿児島支店長、文書局長等を歴任する。
- 2000年5月 -　同行理事[1]。
- 2002年6月 -  NTTデータシステム技術代表取締役会長[1]。
- 2005年6月 -  宮崎銀行入行、専務取締役[1]。
- 2007年6月 -  同代表取締役副頭取。
- 2008年6月 -  同代表取締役頭取。
- 2015年6月 -  同代表取締役会長[2]。
- 2018年6月 -  同代表取締役会長退任。

- - 株式会社アイランド・プロ代表取締役
- 2024年4月 - 旭日小綬章を受章[3]。